# حمام کهنه خرامه
حمام کهنه خرامه مربوط به دوره صفوی است و در خرامه، میدان طالقانی واقع شده و این اثر در تاریخ ۲۵ اسفند ۱۳۸۰ با شمارهٔ ثبت ۵۰۵۳ به‌عنوان یکی از آثار ملی ایران به ثبت رسیده است.